# Åkerbladsgatan

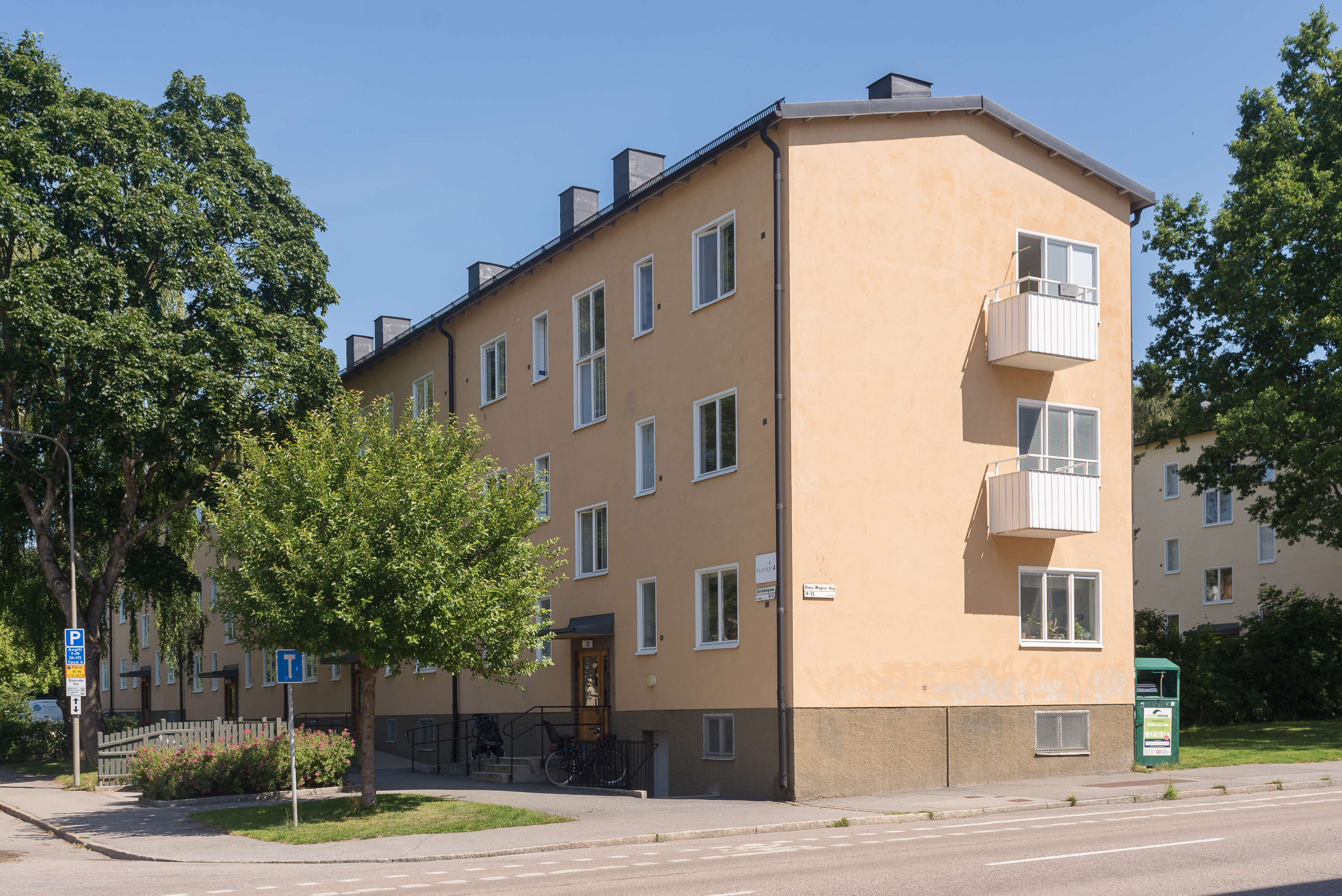
Åkerbladsgatan i juli 2020.

Åkerbladsgatan är en liten återvändsgata i Hammarbyhöjden i sydöstra Stockholm. Gatan är en smalhusstadsliknande väg med tidstypiska 1930-tals hus och har postorten Johanneshov.
Gatan fick sitt namn 1932 efter Johan David Åkerblad som var en svensk diplomat, tecknare, paleograf och orientalist. 